# 휘파람 (블랙핑크의 노래)
〈휘파람〉는 블랙핑크의 2016년 8월 8일에 발매된 첫 싱글 음반이자 데뷔 음반인 SQUARE ONE의 붐바야와 더불어 타이틀곡이다. 

## 같이 보기
- 2016년 가온 디지털 차트 1위 목록